# آلین دونن (دژ)

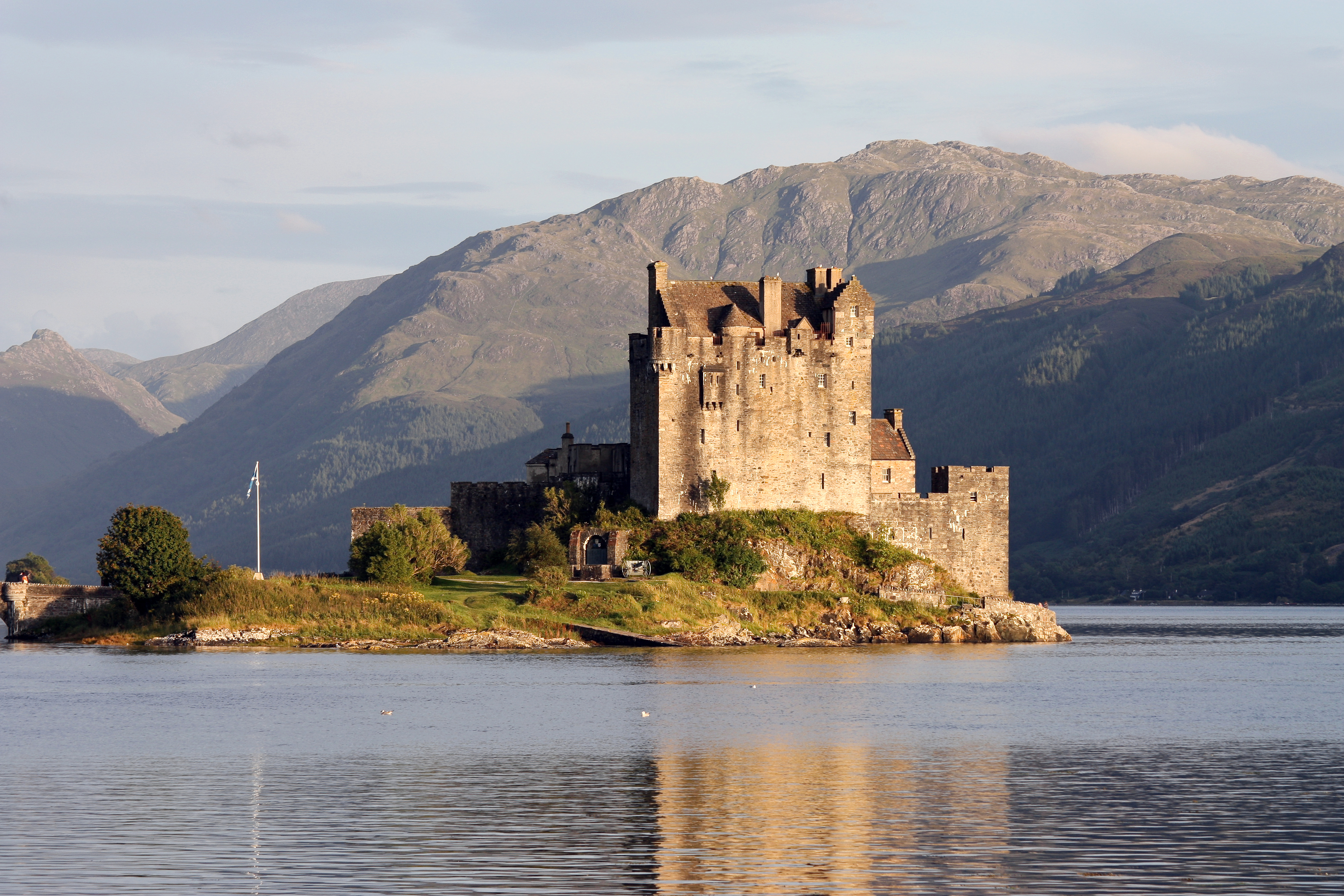
تصویری از نمای شمالی قلعه

قلعه آلین دونن در جزیره‌ای به همین نام در دریاچه دوئیچ و در کشور اسکاتلند قرار دارد.
قلعه اصلی در اوائل قرن سیزدهم، جهت دفاع در برابر حملات وایکینگ‌ها بنا شد.

## نگارخانه

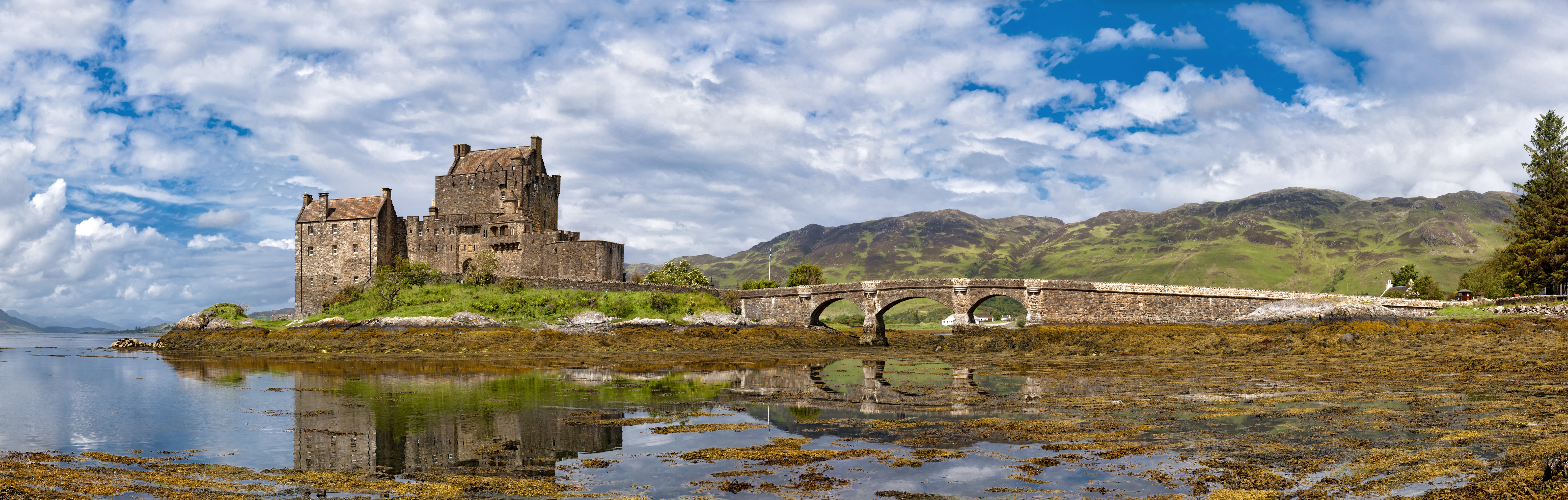
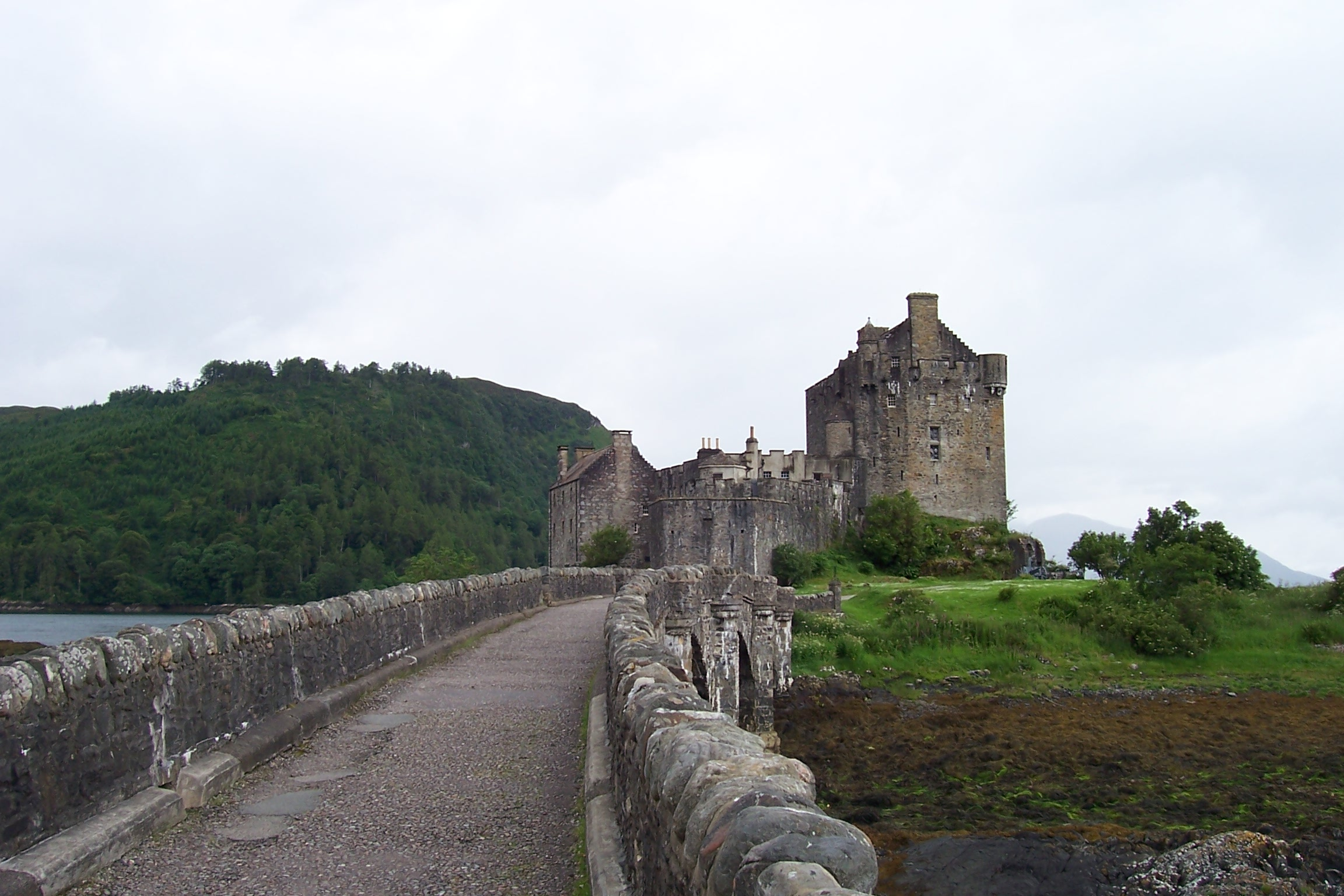
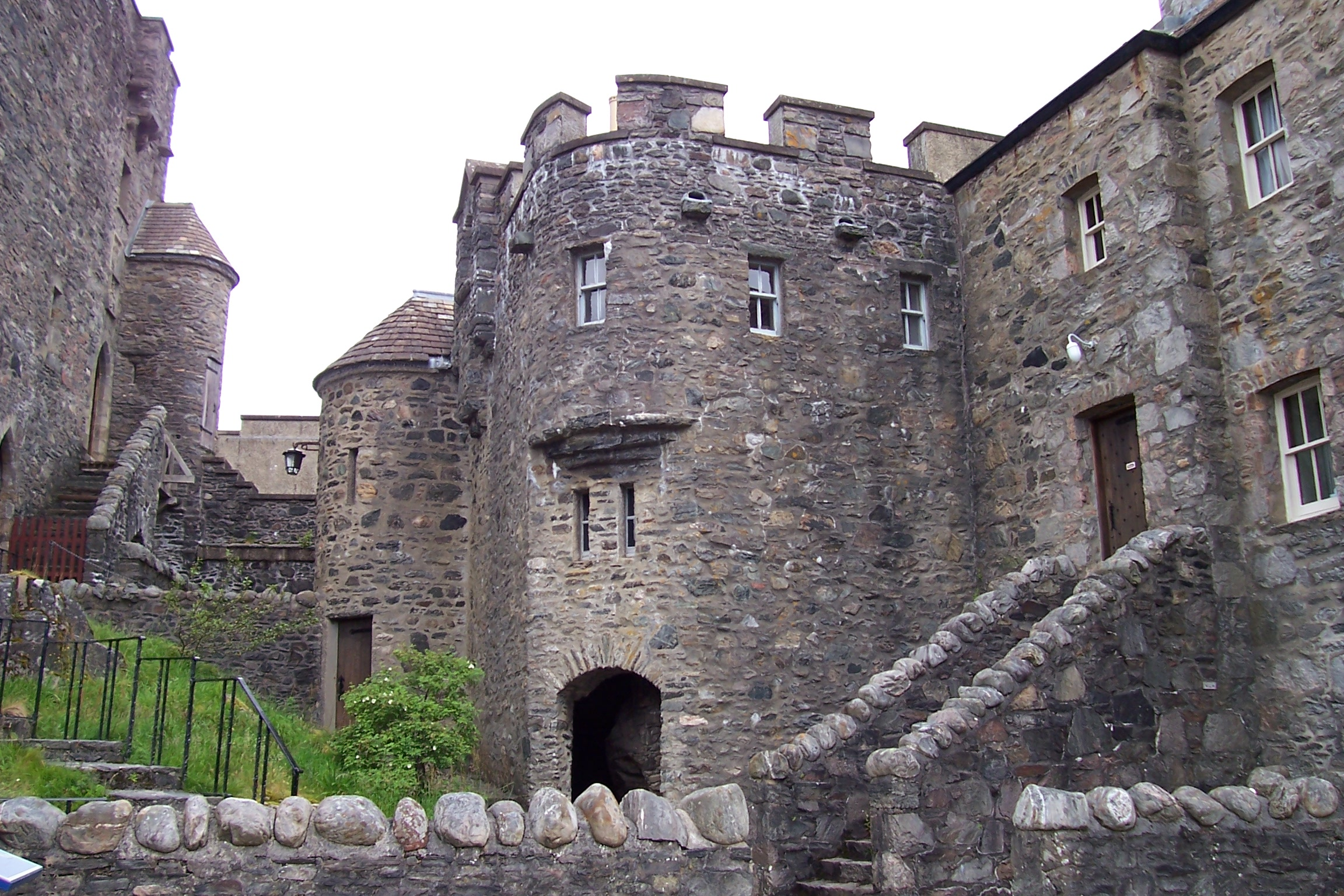
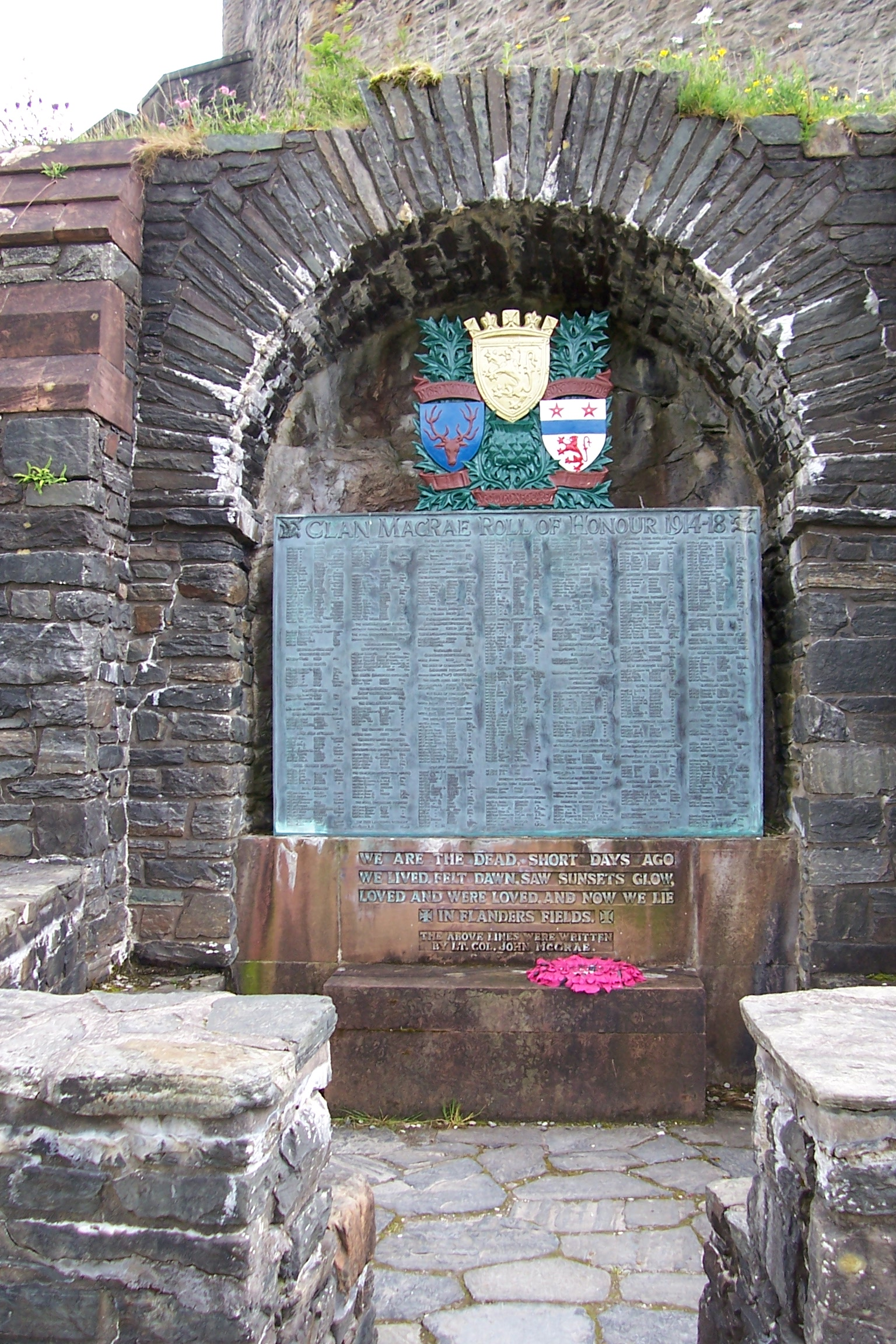
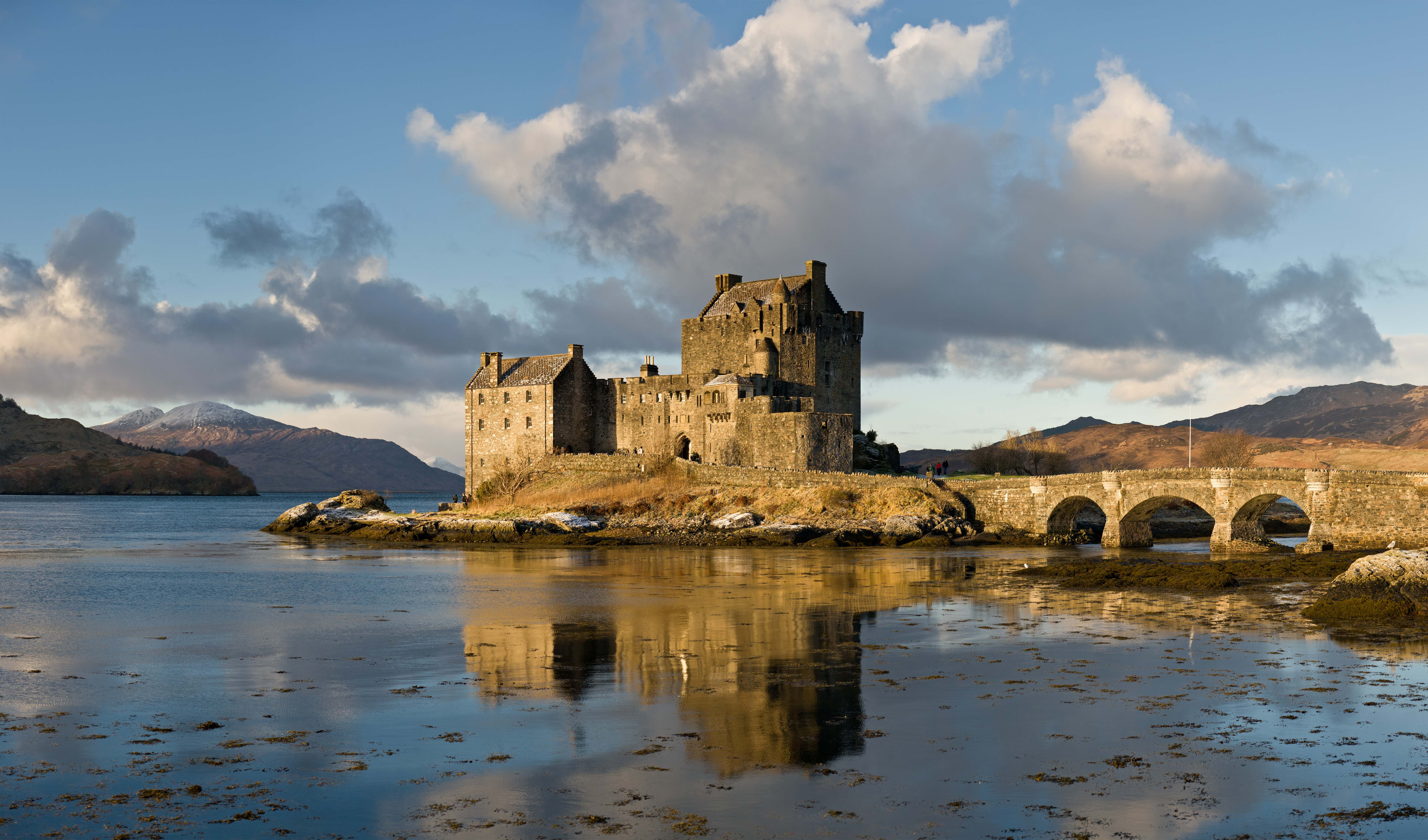